# 2007년 K리그
K리그 2007 시즌은 3월 3일에 시작하였다.
2007 K-리그와 관련된 여러 후일담도 가지가지였다. 특히나 리그 초반이던 4월 8일 일요일의 경기는 가히 예상을 뛰어넘는 수준이었다. 이날 서울 월드컵 경기장에서 열렸던 서울과 수원의 수도권 라이벌간의 빅 매치는 상암벌을 가득 찼을 정도로 대단한 관심을 불러일으켰다. K-리그 출범이래 최다이면서 동시에 한국 프로스포츠 출범이래 역대 1경기 최다 관중을 기록한 이 경기는 55,397명의 입장객을 기록하게 되면서 이른바 '꿈의 5만명 시대'의 서막을 알리는 계기가 되었다.

## 시즌 개요

### 운영 방식
이전 년도와 같이 전후기 리그 구분을 하지 않고, 14개 팀이 26경기 단일리그로 치러졌다. 정규 시즌이 끝난 후 상위 6개 팀은 6강 플레이오프에 진출했다.
6월 23일 13라운드가 끝나고, 7월 7일부터 7월 29일까지 아시안컵으로 인해 휴지기가 있었고, 8월 8일부터 다시 14라운드가 시작되었다.
리그컵인 하우젠컵 2007도 이전해와는 다른 방식으로 진행되었다. AFC 챔피언스리그에 출전한 성남 일화 천마와 전남 드래곤즈를 제외한 12개 팀이 두 개 조로 나뉘어 상위 두팀씩 플레이오프에 진출하였고, 앞서의 두 팀과 함께 6강 플레이오프를 벌였다. 2007년에 처음 도입된 6강 플레이오프는 정규리그 후반까지 치열한 중위권 다툼으로 리그의 긴장감을 끝까지 이어가는 데 크게 기여하며 리그 막바지와 플레이오프 흥행에 도움이 되었다.
하지만, 정규리그 상위 팀들에게 홈에서 경기할 수 있다는 점 이외에 특별히 유리한 점이 없었고, 최종적으로 우승한 팀이 정규리그 5위였던 포항 스틸러스였다는 점은 정규리그 1위와 리그 챔피언에 대한 가치 논란을 불러일으켰고, 다른 외국 리그에서 찾아보기 힘든 챔피언십 플레이오프 제도에 대한 비판을 야기할 수밖에 없었다.

### 참가 구단
| #  | 팀명               | 연고지         | 리그 참여년도 | 전년도 순위 |
| -- | ------------------ | -------------- | ------------- | ----------- |
| 1  | 성남 일화 천마     | 성남시         | 1989년        | 우승        |
| 2  | 수원 삼성 블루윙즈 | 수원시         | 1996년        | 준우승      |
| 3  | 울산 현대 호랑이   | 울산광역시     | 1984년        |             |
| 4  | FC 서울            | 서울특별시     | 1984년        |             |
| 5  | 전남 드래곤즈      | 전라남도       | 1995년        |             |
| 6  | 포항 스틸러스      | 포항시         | 1983년        |             |
| 7  | 전북 현대 모터스   | 전라북도       | 1995년        |             |
| 8  | 제주 유나이티드    | 제주특별자치도 | 1983년        |             |
| 9  | 부산 아이파크      | 부산광역시     | 1983년        |             |
| 10 | 대전 시티즌        | 대전광역시     | 1997년        |             |
| 11 | 대구 FC            | 대구광역시     | 2003년        |             |
| 12 | 광주 상무 불사조   | 광주광역시     | 2003년        |             |
| 13 | 인천 유나이티드    | 인천광역시     | 2004년        |             |
| 14 | 경남 FC            | 경상남도       | 2006년        |             |

## 시즌 순위

### 정규시즌 순위
| 순위 | 팀                 | 승점 | 경기수 | 승 | 무 | 패 | 득 | 실 | 차  |
| ---- | ------------------ | ---- | ------ | -- | -- | -- | -- | -- | --- |
| 1    | 성남 일화 천마     | 55   | 26     | 16 | 7  | 3  | 43 | 18 | +25 |
| 2    | 수원 삼성 블루윙즈 | 51   | 26     | 15 | 6  | 5  | 36 | 24 | +12 |
| 3    | 울산 현대 호랑이   | 45   | 26     | 12 | 9  | 5  | 34 | 22 | +12 |
| 4    | 경남 FC            | 43   | 26     | 13 | 4  | 9  | 41 | 31 | +10 |
| 5    | 포항 스틸러스      | 38   | 26     | 12 | 5  | 9  | 27 | 31 | −4  |
| 6    | 대전 시티즌        | 37   | 26     | 10 | 7  | 9  | 34 | 27 | +7  |
| 7    | FC 서울            | 37   | 26     | 8  | 13 | 5  | 23 | 16 | +7  |
| 8    | 전북 현대 모터스   | 36   | 26     | 9  | 9  | 8  | 36 | 32 | +4  |
| 9    | 인천 유나이티드    | 33   | 26     | 8  | 9  | 9  | 30 | 32 | -2  |
| 10   | 전남 드래곤즈      | 30   | 26     | 7  | 9  | 10 | 24 | 27 | -3  |
| 11   | 제주 유나이티드    | 30   | 26     | 8  | 6  | 12 | 27 | 35 | -8  |
| 12   | 대구 FC            | 24   | 26     | 6  | 6  | 14 | 35 | 46 | -11 |
| 13   | 부산 아이파크      | 20   | 26     | 4  | 8  | 14 | 20 | 39 | -19 |
| 14   | 광주 상무 불사조   | 12   | 26     | 2  | 6  | 18 | 14 | 44 | -30 |

## 경기 결과

### 정규시즌 (1~26 라운드)
| 원정홈             | 경남 | 광주 | 대구 | 대전 | 부산 | 서울 | 성남 | 수원 | 울산 | 인천 | 전남 | 전북 | 제주 | 포항 |
| 경남 FC            |      | 1–0  | 1–0  | 1–2  | 2–0  | 1–0  | 0–2  | 0–0  | 0–4  | 0–0  | 2–0  | 1–2  | 3–1  | 1–3  |
| 광주 상무          | 0–4  |      | 2–1  | 1–0  | 0–3  | 0–0  | 0–1  | 1–3  | 1–2  | 1–1  | 0–0  | 0–2  | 0–2  | 0–1  |
| 대구 FC            | 1–3  | 2–1  |      | 1–1  | 1–1  | 1–0  | 1–2  | 1–2  | 3–1  | 1–2  | 2–2  | 1–1  | 3–0  | 2–2  |
| 대전 시티즌        | 0–0  | 2–0  | 4–1  |      | 2–2  | 0–0  | 1–2  | 1–0  | 1–3  | 0–1  | 1–1  | 2–0  | 1–0  | 3–0  |
| 부산 아이파크      | 1–4  | 2–1  | 1–4  | 1–0  |      | 0–0  | 1–3  | 1–2  | 0–1  | 0–0  | 1–3  | 0–2  | 0–1  | 1–2  |
| FC 서울            | 0–3  | 0–0  | 2–0  | 2–1  | 4–0  |      | 0–0  | 0–1  | 0–0  | 2–1  | 1–0  | 1–1  | 1–0  | 3–0  |
| 성남 일화 천마     | 1–2  | 3–1  | 3–0  | 0–0  | 2–1  | 0–0  |      | 3–1  | 1–1  | 1–1  | 1–1  | 2–1  | 2–0  | 1–1  |
| 수원 삼성 블루윙즈 | 5–3  | 0–0  | 1–1  | 2–1  | 1–0  | 2–1  | 2–1  |      | 1–2  | 1–0  | 1–0  | 2–3  | 3–0  | 1–0  |
| 울산 현대          | 1–1  | 4–0  | 2–1  | 2–1  | 0–0  | 0–0  | 0–3  | 2–0  |      | 1–0  | 2–2  | 2–1  | 2–2  | 0–0  |
| 인천 유나이티드    | 1–2  | 3–2  | 2–1  | 3–2  | 2–2  | 2–2  | 0–2  | 2–3  | 1–0  |      | 2–1  | 1–3  | 1–1  | 0–1  |
| 전남 드래곤즈      | 2–1  | 2–0  | 3–2  | 1–2  | 0–0  | 0–1  | 0–2  | 0–0  | 0–1  | 0–0  |      | 1–0  | 1–0  | 2–1  |
| 전북 현대 모터스   | 2–3  | 2–1  | 4–1  | 0–2  | 1–1  | 1–1  | 0–2  | 1–1  | 0–0  | 0–0  | 1–1  |      | 2–1  | 1–2  |
| 제주 유나이티드    | 1–1  | 1–1  | 2–0  | 2–3  | 1–0  | 2–2  | 1–2  | 0–1  | 2–1  | 0–2  | 2–1  | 2–2  |      | 2–0  |
| 포항 스틸러스      | 2–1  | 2–1  | 1–3  | 1–1  | 0–1  | 0–0  | 2–1  | 0–0  | 1–0  | 3–2  | 1–0  | 1–3  | 0–1  |      |

2007년 10월 14일까지 치른 모든 경기를 대상으로 함.
출처: 한국프로축구연맹
색상: 파랑 = 홈팀 승; 노랑 = 무승부; 빨강 = 원정 팀 승.
아직 치러지지 않은 경기 중 a표시는 그에 대한 문서가 있다는 것을 표시함.

### 포스트시즌 (K리그 챔피언십)
|  | 6강 플레이오프 | 6강 플레이오프     | 6강 플레이오프   |     |                  | 준플레이오프 | 준플레이오프 | 준플레이오프   |   |     | 플레이오프         | 플레이오프     | 플레이오프 |        |   | 챔피언 결정전 | 챔피언 결정전 | 챔피언 결정전 | 챔피언 결정전 | 챔피언 결정전 |  |
|  |                |                    |                  |     |                  |              |              |                |   |     |                    |                |            |        |   |               |               |               |               |               |  |
|  |                |                    |                  |     |                  | -            | 부전승       | 0              |   |     |                    |                |            |        |   |               |               |               |               |               |  |
|  | 2위            | 수원 삼성 블루윙즈 | 0                |     |                  |              |              |                |   |     |                    |                |            |        |   |               |               |               |               |               |  |
|  | 2위            | 수원 삼성 블루윙즈 | 0                | 4위 | 경남             | 1(3)         |              |                |   | 2위 | 수원 삼성 블루윙즈 | 0              |            |        |   |               |               |               |               |               |  |
|  |                |                    |                  | 4위 | 경남             | 1(3)         |              |                |   | 2위 | 수원 삼성 블루윙즈 | 0              |            |        |   |               |               |               |               |               |  |
|  | 5위            | 포항 스틸러스(p.)  | 1(4)             |     |                  |              | 5위          | 포항 스틸러스  | 1 |     |                    |                |            |        |   |               |               |               |               |               |  |
|  | 5위            | 포항 스틸러스(p.)  | 1(4)             | 5위 | 포항 스틸러스    | 2            | 5위          | 포항 스틸러스  | 1 |     | 5위                | 포항 스틸러스  | 3          | 1      | 4 |               |               |               |               |               |  |
|  |                |                    |                  | 5위 | 포항 스틸러스    | 2            |              |                |   |     |                    | 포항 스틸러스  | 3          | 1      | 4 |               |               |               |               |               |  |
|  |                | 3위                | 울산 현대 호랑이 | 1   |                  |              | 1위          | 성남 일화 천마 | 1 | 0   | 1                  |                |            |        |   |               |               |               |               |               |  |
|  | 3위            | 3위                | 울산 현대 호랑이 | 1   | 울산 현대 호랑이 | 2            | 1위          | 성남 일화 천마 | 1 | 0   | 1                  |                | -          | 부전승 | 0 |               |               |               |               |               |  |
|  | 3위            |                    |                  |     | 울산 현대 호랑이 | 2            |              |                |   |     |                    |                | -          | 부전승 | 0 |               |               |               |               |               |  |
|  | 6위            | 대전 시티즌        | 0                |     |                  |              |              |                |   |     | 1위                | 성남 일화 천마 | 0          |        |   |               |               |               |               |               |  |
|  |                |                    |                  |     |                  |              |              |                |   |     |                    |                |            |        |   |               |               |               |               |               |  |

#### 6강 플레이오프
K리그 챔피언십 2007 6강 플레이오프에서는 리그 4위가 리그 5위를 상대로(제1경기), 리그 3위가 리그 6위를 상대로(제2경기) 각각 단판 홈 경기를 치른다. 6강 플레이오프에서 승리한 두 팀은 준플레이오프에 진출한다. 6강 플레이오프에서 패배한 두 팀은 정규 리그 순위가 더 높은 순서대로 시즌 5위, 6위를 기록한다.
| K리그 챔피언십 2007 제1경기 6강 플레이오프 Ⅰ 2007년 10월 20일 | 경남 FC    | 1 - 1 (3 - 4 승부차기)                       | 포항 스틸러스 | 창원종합운동장                |  |  |
| 19:00 UTC+9                                                   | 까보레 86′ |                                              | 68′ 이광재    | 관중 수: 8,965명 심판: 이영철 |  |  |
|                                                               |            | 승부차기                                     |               |                               |  |  |
| 정윤성 · 김성길 · 까보레 · 산토스 · 김근철                    |            | 따바레즈 · 황지수 · 황재원 · 김수연 · 김기동 |               |                               |  |  |
|                                                               |            |                                              |               |                               |  |  |

| K리그 챔피언십 2007 제2경기 6강 플레이오프 Ⅱ 2007년 10월 21일 | 울산 현대 호랑이        | 2 - 0 | 대전 시티즌 | 울산문수축구경기장             |  |  |
| 15:00 UTC+9                                                   | 이상호 39′ · 박동혁 69′ |       |             | 관중 수: 23,836명 심판: 최광보 |  |  |
|                                                               |                         |       |             |                                |  |  |

#### 준플레이오프
K리그 챔피언십 2007 6강 플레이오프에서 승리한 두 팀이 준플레이오프를 단판 경기로 치러서 플레이오프에 진출할 한 팀을 가린다. 경기는 정규 리그 순위가 더 높은 팀을 기준으로 홈 경기로 치른다. 플레이오프에서 패한 팀은 시즌 4위를 기록한다.
| K리그 챔피언십 2007 제3경기 준플레이오프 2007년 10월 28일 | 울산 현대 호랑이 | 1 - 2 | 포항 스틸러스           | 울산문수축구경기장                    |  |  |
| 15:00 UTC+9                                               | 우성용 70′       |       | 황재원 34′ · 이광재 65′ | 관중 수: 31,783명 심판: 펠릭스 부뤼히 |  |  |
|                                                           |                  |       |                         |                                       |  |  |

#### 플레이오프
K리그 챔피언십 2007 준플레이오프 승자와 리그 2위가 플레이오프를 단판 경기로 치러서 K리그 챔피언 결정전 2007에 진출할 한 팀을 가린다. 경기는 정규 리그 2위 팀을 기준으로 홈 경기로 치른다. 플레이오프에서 패한 팀은 시즌 3위를 기록한다.
| K리그 챔피언십 2007 제4경기 플레이오프 2007년 10월 31일 | 수원 삼성 블루윙즈 | 0 - 1 | 포항 스틸러스 | 수원월드컵경기장                        |  |  |
| 19:30 UTC+9                                             |                    |       | 박원재 86′    | 관중 수: 33,824명 심판: 마르쿠스 슈미트 |  |  |
|                                                         |                    |       |               |                                         |  |  |

#### 챔피언 결정전
K리그 챔피언십 2007 플레이오프 승자와 리그 1위가 K리그 챔피언 결정전 2007을 치러 시즌 우승, 준우승 팀을 가린다. 정규 리그 1위 팀을 기준으로 1차전을 원정 경기, 2차전을 홈 경기로 치른다. K리그 챔피언 결정전 2007에서 우승한 팀에게는 AFC 챔피언스리그 2008 조별리그 출전권이 주어진다.
| K리그 챔피언십 2007 제5경기 K리그 챔피언 결정전 1차전 2007년 11월 4일 | 포항 스틸러스                        | 3 - 1 | 성남 일화 천마 | 포항스틸야드                            |  |  |
| 15:00 UTC+9                                                           | 박원재 31′ · 고기구 73′ · 이광재 74′ |       | 90+1′ 장학영   | 관중 수: 20,875명 심판: 크리스티안 피셔 |  |  |
|                                                                       |                                      |       |                |                                         |  |  |

| K리그 챔피언십 2007 제6경기 K리그 챔피언 결정전 2차전 2007년 11월 11일 | 성남 일화 천마 | 0 - 1 | 포항 스틸러스 | 탄천종합운동장                      |  |  |
| 15:00 UTC+9                                                            |                |       | 43′ 슈벵크    | 관중 수: 18,924명 심판: 페터 가겔만 |  |  |
|                                                                        |                |       |               |                                     |  |  |

## 우승 구단
| K리그 우승                                                                           |
| ------------------------------------------------------------------------------------ |
| 포항 스틸러스                                                                        |
| 1986년 축구대제전 · 1988년 한국프로축구대회 · 1992년 한국프로축구대회 · 2007년 K리그 |
| 제25대 대한민국 챔피언 (4회 우승)                                                    |
| 1986년･1988년･1992년･207년                                                           |

## 시즌 통계

### 개인 기록

#### 득점
| 순위 | 이름          | 득점 | 경기수 | 소속팀             |
| ---- | ------------- | ---- | ------ | ------------------ |
| 1    | 까보레        | 18   | 26     | 경남 FC            |
| 2    | 데닐손        | 14   | 24     | 대전 시티즌        |
| 3    | 데얀          | 14   | 26     | 인천 유나이티드 FC |
| 4    | 스테보        | 13   | 25     | 전북 현대 모터스   |
| 5    | 루이지뉴      | 11   | 23     | 대구 FC            |
| 6    | 모따          | 9    | 21     | 성남 일화 천마     |
| 7    | 슈바          | 8    | 14     | 대전 시티즌        |
| 8    | 이근호        | 8    | 20     | 대구 FC            |
| 9    | 우성용        | 8    | 26     | 울산 현대 호랑이   |
| 10   | 산드로 히로시 | 8    | 26     | 전남 드래곤즈      |

#### 도움
| 순위 | 이름     | 도움 | 경기수 | 소속팀             |
| ---- | -------- | ---- | ------ | ------------------ |
| 1    | 따바레즈 | 13   | 28     | 포항 스틸러스      |
| 2    | 뽀뽀     | 10   | 21     | 경남 FC            |
| 3    | 까보레   | 8    | 26     | 경남 FC            |
| 4    | 에닝요   | 6    | 20     | 대구 FC            |
| 5    | 우성용   | 6    | 26     | 울산 현대 호랑이   |
| 6    | 데닐손   | 5    | 24     | 대전 시티즌        |
| 7    | 알미르   | 5    | 26     | 울산 현대 호랑이   |
| 8    | 정종관   | 4    | 18     | 전북 현대 모터스   |
| 9    | 남기일   | 4    | 19     | 성남 일화 천마     |
| 10   | 김재성   | 4    | 20     | 제주 유나이티드 FC |

### 팀 기록

#### 구단별 관중수
| 팀                 | 경기수 | 총 관중수   | 평균 관중수 |
| ------------------ | ------ | ----------- | ----------- |
| 수원 삼성 블루윙즈 | 14     | 361,350명   | 25,811명    |
| FC 서울            | 13     | 279,700명   | 21,515명    |
| 인천 유나이티드 FC | 13     | 216,728명   | 16,671명    |
| 대전 시티즌        | 13     | 214,638명   | 16,511명    |
| 대구 FC            | 13     | 190,950명   | 14,688명    |
| 울산 현대 호랑이   | 15     | 168,803명   | 11,254명    |
| 전북 현대 모터스   | 13     | 140,927명   | 10,841명    |
| 경남 FC            | 14     | 130,294명   | 9,307명     |
| 광주 상무 불사조   | 13     | 115,196명   | 8,861명     |
| 성남 일화 천마     | 14     | 118,717명   | 8,480명     |
| 전남 드래곤즈      | 13     | 108,610명   | 8,355명     |
| 포항 스틸러스      | 14     | 103,822명   | 7,416명     |
| 제주 유나이티드 FC | 13     | 81,763명    | 6,289명     |
| 부산 아이파크      | 13     | 65,161명    | 5,012명     |
| 합계               | 188    | 2,296,389명 | 12,215명    |

- 플레이오프 및 챔피언 결정전 관중수 포함
- 컵 대회 결과를 포함하면, 수원은 20경기 총 465,957명의 관중을 동원하면서 경기당 평균 23,298명의 관중을 빅버드로 끌어들였다.

## 수상

### 베스트 11
- GK - 골키퍼 : 박호진 (수원)
- DF - 수비수 : 황재원 (포항), 마토 (수원), 장학영 (성남), 아디 (서울)
- MF - 미드필더 : 이관우 (수원), 김두현 (성남), 따바레즈, 김기동 (이상 포항)
- FW - 공격수 : 까보레 (경남), 이근호 (대구)

### 부문별 수상자
| 부문         | 선수                               | 클럽                                 |
| ------------ | ---------------------------------- | ------------------------------------ |
| 최우수선수상 | 따바레즈                           | 포항 스틸러스                        |
| 신인선수상   | 하태균                             | 수원 삼성 블루윙즈                   |
| 득점상       | 까보레                             | 경남 FC                              |
| 도움상       | 따바레즈                           | 포항 스틸러스                        |
| 감독상       | 세르지우 파리아스                  | 포항 스틸러스                        |
| 특별상       | 김병지 염동균 김영철 장학영 김용대 | FC 서울 전남 드래곤즈 성남 일화 천마 |

## 같이 보기
- 리그컵 2007
- FA컵 2007